# Arco-íris

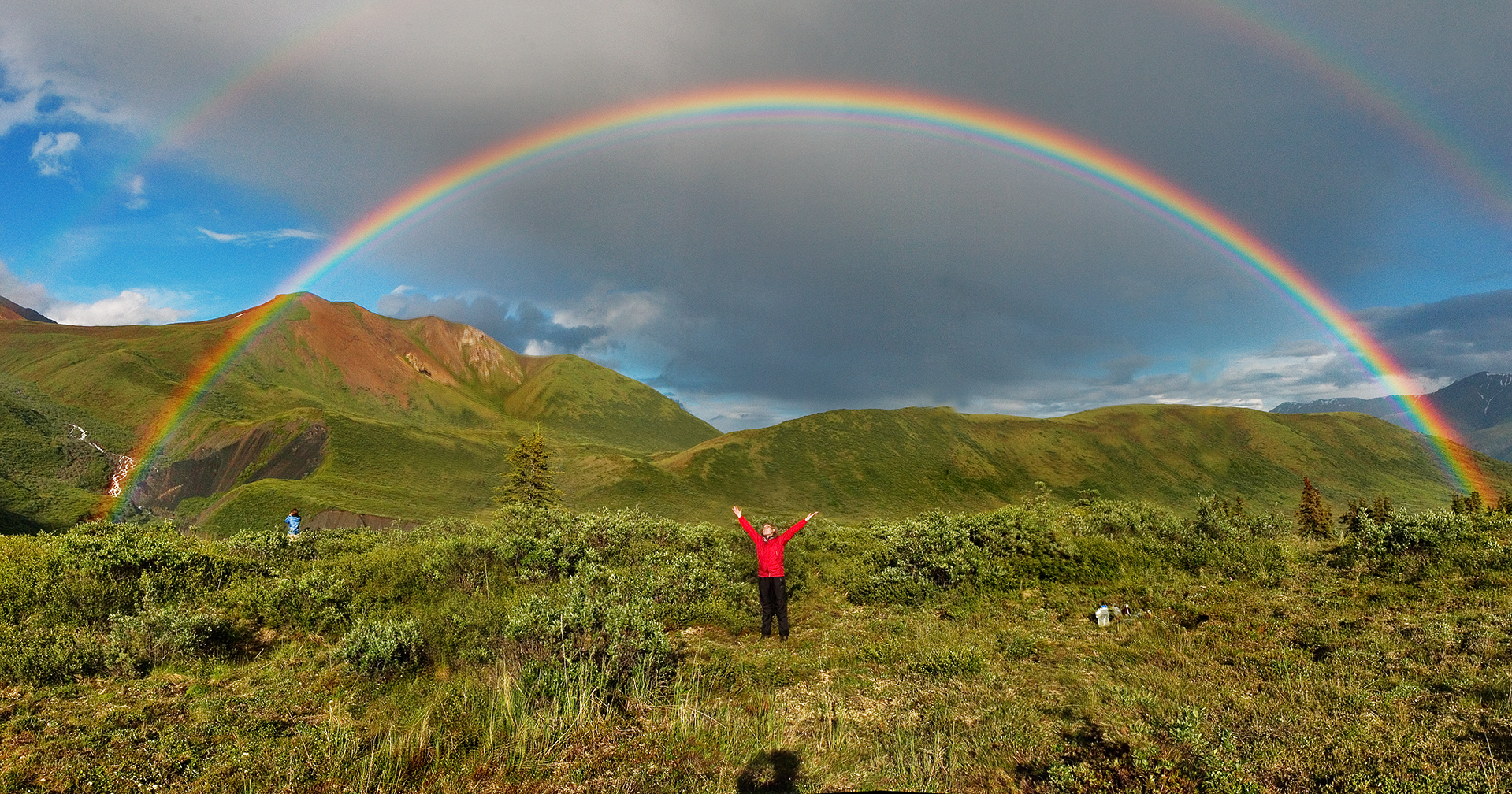
Arco-íris no Parque Nacional e Reserva de Wrangell-St. Elias, nos Estados Unidos.

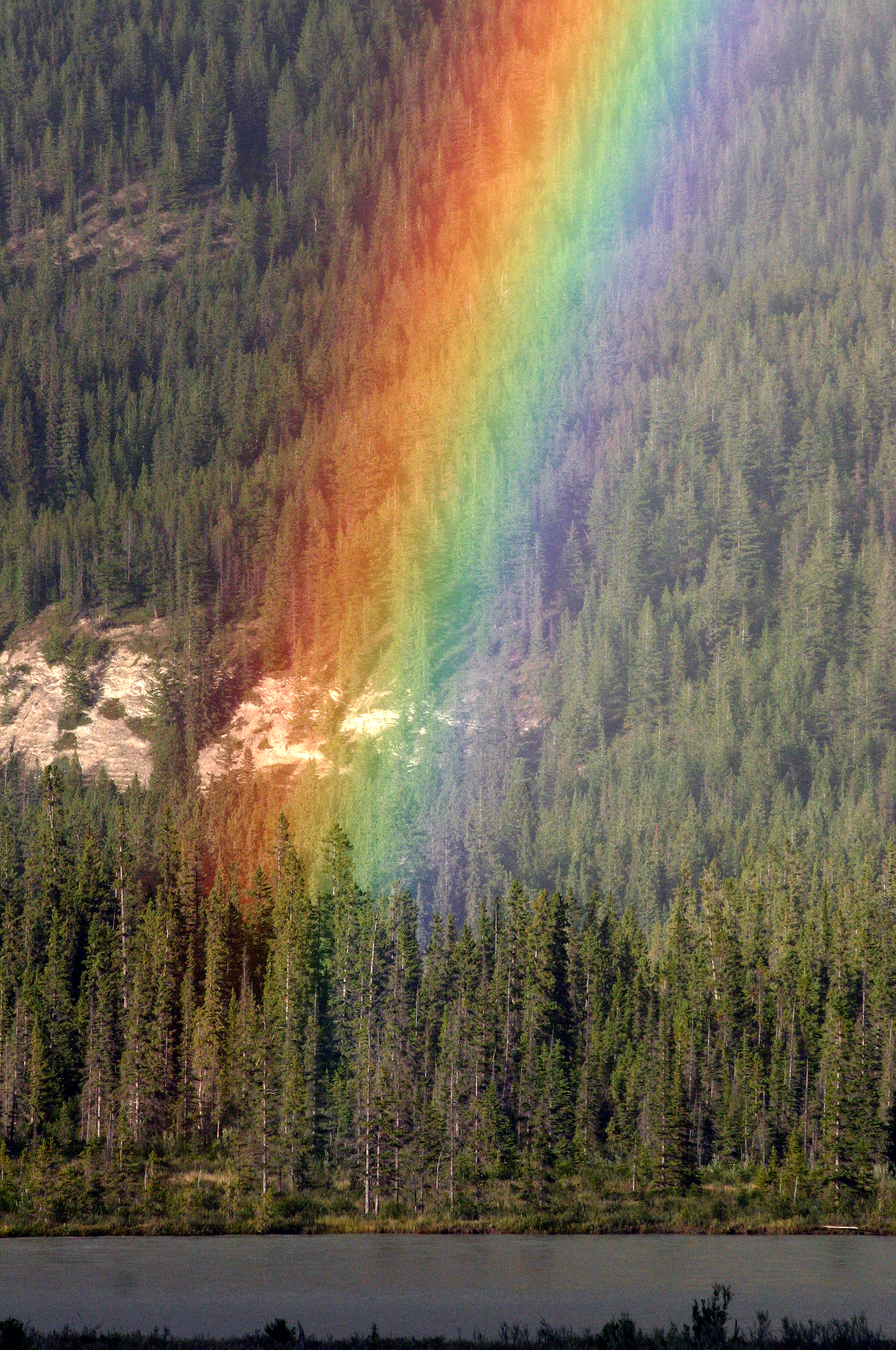
O início de um arco-íris, onde, segundo crenças populares, estariam escondidos diversos tesouros.

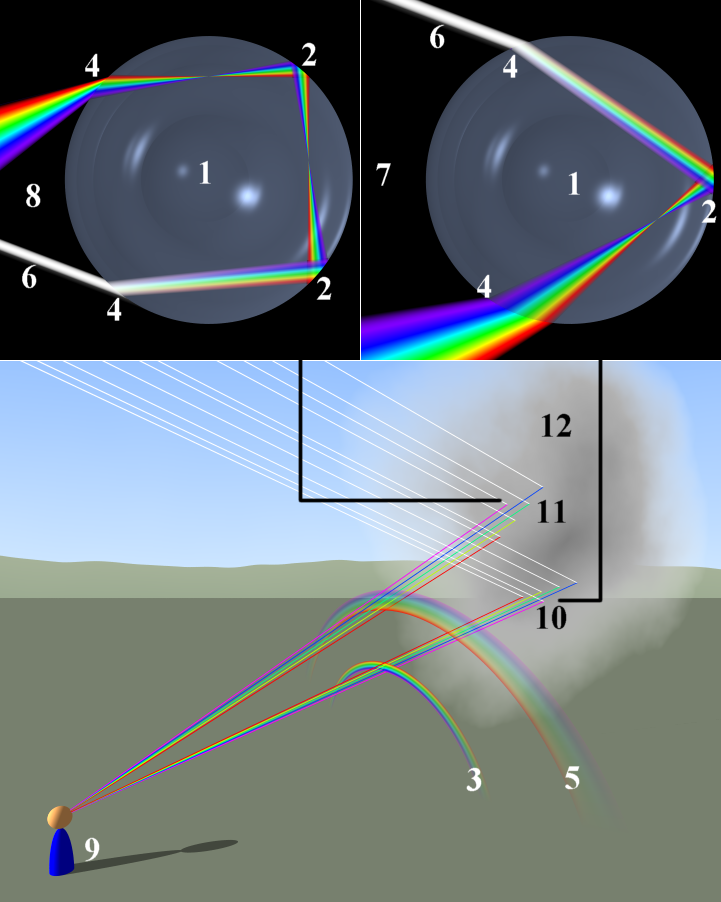
Diagrama que mostra como se formam os arco-íris primários e secundários em função da decomposição de luz branca em gotículas esféricas:
1. Gotículas esféricas;
2. Locais onde ocorre o reflexo interno da luz;
3. Arco-íris primário;
4. Locais onde ocorre a refração da luz;
5. Arco-íris secundário;
6. Raios incidentes de luz branca;
7. Caminho percorrido pelo luz que forma o arco-íris primário;
8. Caminho percorrido pelo luz que forma o arco-íris secundário;
9. Observador;
10. Região que forma o arco-íris primário;
11. Região que forma o arco-íris secundário;
12. Zona na atmosfera plena de incontáveis e diminutas gotículas esféricas.

Um arco-íris (também popularmente denominado arco-da-velha) é um fenômeno óptico e meteorológico que separa a luz do sol em seu espectro (aproximadamente) contínuo quando o sol brilha sobre gotículas de água suspensas no ar. É um arco multicolorido com o vermelho em seu exterior e o violeta em seu interior. Por ser um espectro de dispersão da luz branca, o arco-íris contém uma quantidade infinita de cores sem qualquer delimitação entre elas. Devido à necessidade humana de classificação dos fenômenos da natureza, a capacidade finita de distinção de cores pela visão humana e por questões didáticas, o arco-íris é mais conhecido por uma simplificação criada culturalmente que resume o espectro em sete cores na seguinte ordem: vermelho, laranja, amarelo, verde, azul, anil (ou índigo) e violeta. Tal simplificação foi proposta primeiramente por Isaac Newton, que decidiu nomear apenas cinco cores e depois adicionou mais duas apenas para fazer analogia com as sete notas musicais, os sete dias da semana e os sete objetos do sistema solar conhecidos à época. Para informações sobre o espectro de cores do arco-íris, veja também o artigo sobre cores.
Para ajudar a lembrar a sequência de cores do arco-íris, usa-se a mnemónica: «Vermelho lá vai violeta», em que l, a, v, a, i representam a sequência laranja, amarelo, verde, azul, índigo. Na língua inglesa é usada a mnemónica Roy G. Biv.
O efeito do arco-íris pode ser observado sempre que existirem gotículas de água suspensas no ar e a luz do sol estiver brilhando acima do observador a uma baixa altitude ou ângulo. O mais espetacular arco-íris aparece quando metade do céu ainda está escuro com nuvens de chuva e o observador está em um local com céu claro. Outro local propício à apreciação do arco-íris é perto de cachoeiras.
| Vermelho | Laranja | Amarelo | Verde | Azul | Anil | Violeta |
|          |         |         |       |      |      |         |

## Simbologia
Seu nome vem da mitologia grega, onde Íris era uma deusa que exercia a função de arauto divino. Em sua tarefa de mensageira, a deusa deixava um rastro multicolorido ao atravessar o céu.
O Cristianismo, Islamismo e Judaísmo dizem que o arco-íris foi criado por Deus como um "Sinal da Aliança", pois logo após o Dilúvio, quando a Arca de Noé pousou sobre o Monte Ararate, Deus prometeu que nunca mais iria destruir a Terra por meio da água e depois de cada chuva seu arco apareceria nas nuvens e este seria o símbolo da aliança estabelecida entre Deus e toda carne vivente de toda espécie que está sobre a terra e por todas as gerações futuras. (Gênesis 8: 9-17).

Na mitologia dos orixás e voduns, Oxumarê é considerada a serpente que circula ao redor do mundo e o segura em equilíbrio, promovendo movimento celeste e de todas as coisas, e tem por uma de suas manifestações o arco-íris. Ele se torna símbolo de dinamismo do tempo e ciclos, da continuidade, chuva, fertilidade, prosperidade, união de aspectos, transformação, boa nova e da ligação entre Céu e Terra. Segundo Awo Fá'lokun Fatunmbi, sobre o Deus Supremo (Olodumarê):
"Ọlọ́dùnmarẹ̀ vem da raiz Olo Odu, significando “Senhor do Odu” ou “Senhor dos Primeiros Princípios”. Marẹ̀ é a contração de Oṣumarẹ̀ que é o espírito do Arco-íris. Na Natureza, o Arco-íris é uma das mais puras manifestações da luz. Ọlọ́dùnmarẹ̀ poderia ser traduzido como “A Fonte das Forças na Natureza geradoras do espectro da luz”. Como Senhor do Odu, Ọlọ́dùnmarẹ̀ pode ser descrito como Caldeirão Místico que contém todas as formas potenciais que se manifestam a partir da Criação."
No folclore irlandês, há o conto de que se encontra um pote de ouro escondido por um leprechaun ao final do arco-íris. Também na mitologia germânica, relata-se que um cálice de ouro ou tesouro se encontra na extremidade do arco-íris que toca a Terra, o que pode ser um resquício da crença no poço de Mimir, que fica ao final da ponte arco-íris Bifrost no Reino dos Gigantes.

## Física dos arco-íris
A aparência do arco-íris é causada pela dispersão da luz do sol que sofre refração pelas (aproximadamente esféricas) gotículas de água.
A luz sofre uma refração inicial quando penetra na superfície da gota de chuva; dentro da gota, ela é refletida (reflexão interna total); e finalmente volta a sofrer refração ao sair da gota. O efeito final é que a luz que entra é refletida em uma grande variedade de ângulos, com a luz mais intensa a um ângulo de entre 40° e 42°, independente do tamanho da gota. Como a água das gotas de chuva é dispersiva, o grau com que a luz solar retorna depende principalmente do comprimento de onda e, portanto, de sua frequência. A luz azul retorna a um ângulo maior que a luz vermelha, mas devido à reflexão interna total da luz na gota, a luz vermelha aparece mais alta no céu e forma a cor mais externa do arco-íris.
|  |  |

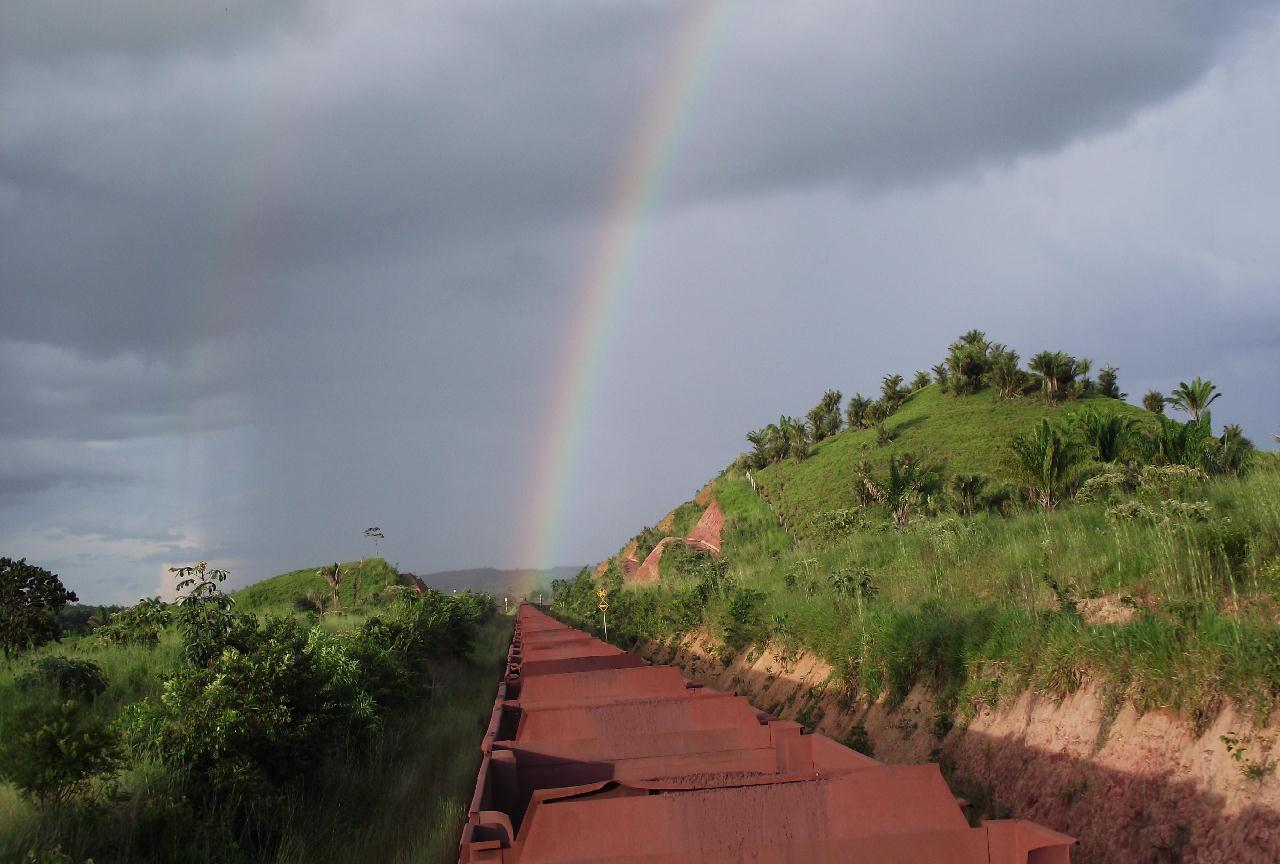
Arco-íris visto de um trem da Estrada de Ferro Carajás, Maranhão, Brasil.

O arco-íris não existe realmente em um local do céu, mas é uma ilusão de óptica cuja posição aparente depende da posição do observador. Toda gotícula suspensa no ar refrata e reflete a luz do sol da mesma forma, mas somente a luz de algumas delas chega até o olho do observador. Essa refração é percebida como o arco-íris pelo observador. Sua posição é sempre na direção oposta à do sol com relação ao observador, e seu interior é uma imagem aumentada do sol, que aparece ligeiramente menos brilhante que o exterior. O arco é centralizado com a sombra do observador, aparecendo em um ângulo de aproximadamente 40°–42° com a linha entre a cabeça do observador e sua sombra. (Isto significa que, se o sol está mais alto que 42°, o arco-íris está abaixo do horizonte e, portanto, o arco-íris não está visível, a menos que o observador esteja no topo de uma montanha ou em outro lugar de altura equivalente. Similarmente, é difícil de fotografar o arco completo. Isso requer um ângulo de visão de 84°. Para uma câmera de 35 mm, é necessária uma lente com foco de 19mm ou menos. Entretanto, a maioria dos fotógrafos tem lentes de 28 mm.
Vemos o arco-íris de diferentes tamanhos pois, para estimar sua largura, nosso cérebro só tem como informação a dimensão do ângulo de visão que lhe corresponde. Se perto da imagem dele existirem objectos longínquos tais como montanhas, o arco-íris parecerá maior. Se o arco-íris estiver perto de objectos menos distantes, parecerá menor. É fundamentalmente a mesma ilusão que faz com que a Lua, o Sol ou as constelações pareçam maiores quando estão perto do horizonte.

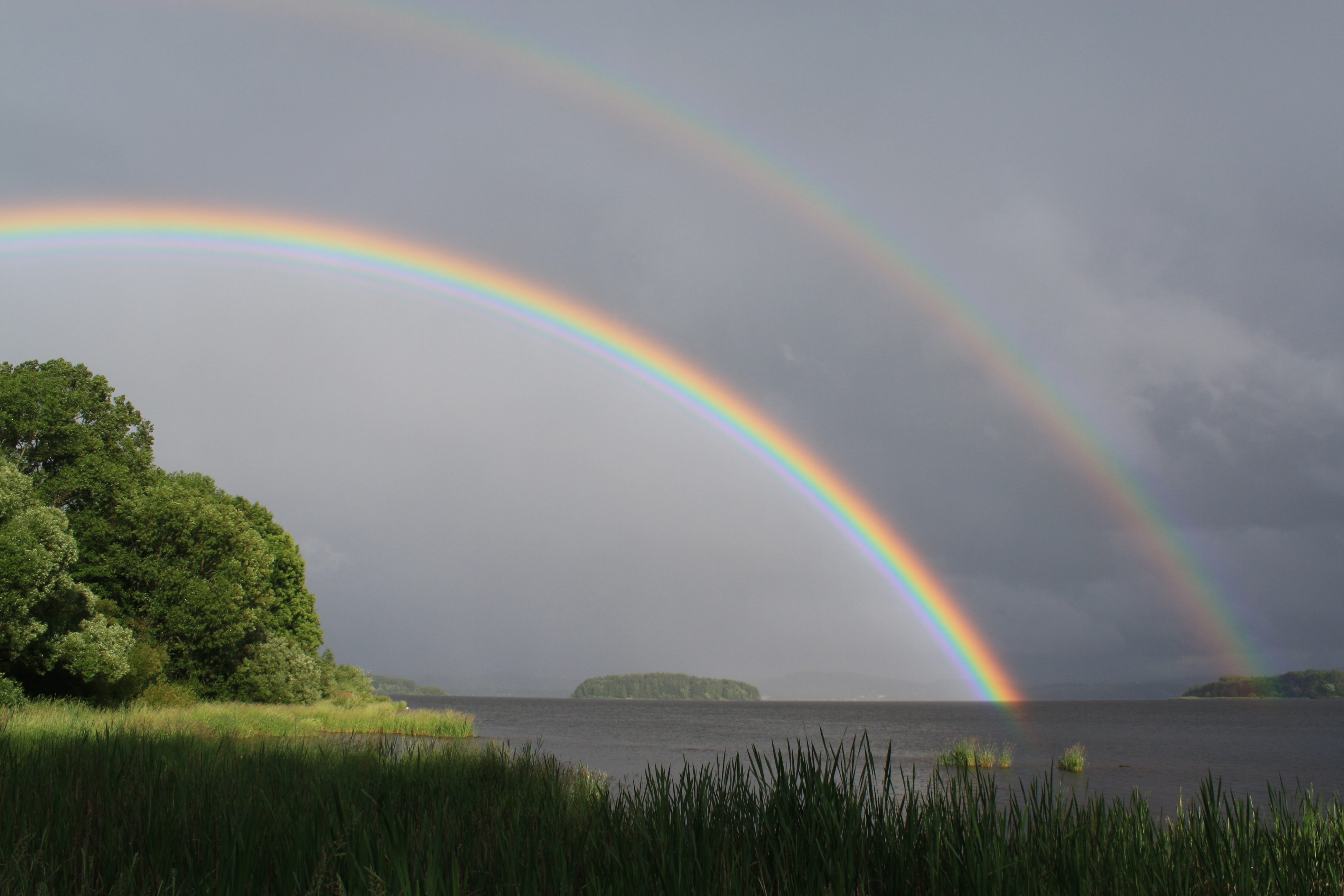
Arco-íris duplo com banda de Alexandre visível entre os arcos primário e secundário. Observe também os arcos supranumerários pronunciados dentro do arco primário.

Algumas vezes, vê-se um segundo arco-íris mais fraco fora do arco-íris principal. Ele é devido a uma dupla reflexão da luz do sol nas gotas de chuva, e aparece em um ângulo de 50°–53°. Devido à reflexão adicional, as cores do arco são invertidas quando comparadas com as do arco-íris principal, com o azul no lado externo e o vermelho no interno. O arco-íris secundário é mais fraco que o primário porque mais luz escapa de dois reflexos em comparação com um e porque o próprio arco-íris está espalhado por uma área maior do céu. Cada arco-íris reflete a luz branca dentro de suas faixas coloridas, mas isso é "para baixo" para o primário e "para cima" para o secundário. A área do céu não iluminado, situada entre os arcos primário e secundário, é chamada de faixa escura de Alexandre, em homenagem a Alexandre de Afrodísias, que a descreveu pela primeira vez. Observa-se que essa faixa é mais escura que o resto do céu, por não ter qualquer reflexão de luz.
Há também os arco-íris geminados ou gêmeos e os supranumerários, que são fenômenos muito raros. O arco-íris geminado aparece como dois arco-íris que se separaram de uma única base. As cores no segundo arco, ao invés de reverterem como em um arco-íris duplo, aparecem na mesma ordem do arco-íris primário. Às vezes, aparece em combinação com um duplo arco-íris. Isso ocorre devido à combinação de diferentes tamanhos de gotas de água em suspensão. As gotas de água achatam com a resistência do ar à medida que caem, o que é mais proeminente nas grandes gotas de água. Quando duas pancadas de chuva com pingos de diferentes tamanhos combinam-se, cada uma delas produzem arco-íris ligeiramente diferentes, que podem combinar-se e formar um arco-íris geminado. 
Pode ser vista também uma série alternada de bandas fracas, róseas e verdes localizados logo abaixo do arco-íris primário, como se fossem vários outros arco-íris muito finos e apagados no interior do arco primário. Como se trata de um número de arcos superior ao esperado, denominam-se arcos supranumerários. Um arco-íris supranumerário (ou arco-íris empilhado) é um fenômeno que consiste em várias cores repetidas do arco-íris, mais fracas, dentro do arco principal, e, muito raramente, também fora do arco-íris secundário. Os arco-íris supranumerários são ligeiramente destacados e tem faixas de cores que não se encaixam no padrão habitual. Os arcos supranumerários foram explicados pelo físico e médico inglês Thomas Young (1773-1829) como sendo devidos à interferência entre os raios de luz que seguem caminhos um pouco diferentes, com comprimentos um pouco diferentes, dentro das gotas de chuva. Dados os diferentes ângulos de refração de raios de diferentes frequências, os padrões de interferência são ligeiramente diferentes, de modo que cada faixa brilhante é diferenciada na cor, criando um arco-íris menor.
De um aeroplano é possível ver o círculo completo do arco-íris, com a sombra do avião ao centro.
|  |  |

Um triplo arco-íris é ainda mais raro. Alguns observadores já relataram ter avistado quatro arcos, quando o arco mais externo tem uma aparência pulsante e vibrante.
A primeira explicação teórica precisa do arco-íris foi feita por Descartes em 1637. Sabendo que o tamanho das gotículas não pareciam afetar o arco-íris observado, ele fez uma experiência incidindo raios de luz através de uma grande esfera de vidro cheia de água. Ao medir os ângulos em que os raios emergiam, ele concluiu que o primeiro arco era causado por uma única reflexão interna dentro da gotícula e que o segundo arco podia ser causado por duas reflexões internas. Ele chegou a essa conclusão partindo da lei da refração (em consequência, mas independentemente de Snell) e calculou corretamente os ângulos de ambos os arcos. Entretanto, ele não conseguiu explicar as cores.
Isaac Newton foi o primeiro a demonstrar que a luz branca era composta da luz de todas as cores do arco-íris. Com um prisma de vidro, conseguiu decompor a luz branca no espectro completo de cores e, com outro, conseguiu recombinar o feixe de luz em luz branca. Também demonstrou que a luz vermelha é refratada a um ângulo menor que a azul, o que levou a uma completa explicação do efeito óptico do arco-íris.
Ocorre também o efeito de polarização nas gotículas quando se forma um arco-íris. Isso é consequência das reflexões dentro das gotas, que são considerados corpos transparentes. Conforme a lei de Brewster, para polarização por reflexão em corpos transparentes, o grau de polarização varia de acordo com o ângulo de incidência, com o comprimento de onda da luz e com o par de meios transparentes por onde passa (como qualidade e índice de refração da superfície refletora). Nesse caso, a polarização é total quando o raio refletido for perpendicular ao raio refratado (sen i = cos i).

## O arco-íris e a literatura

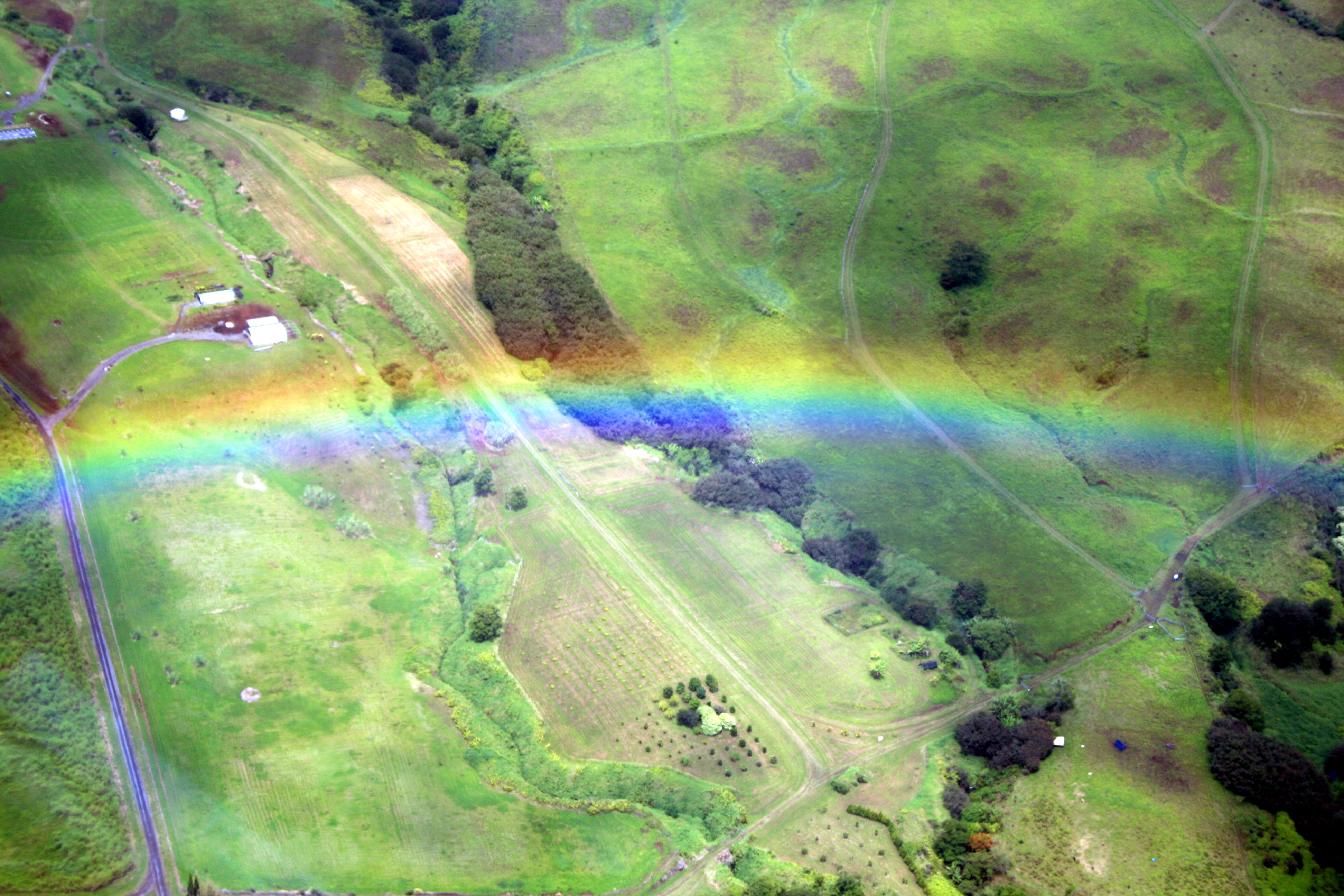
Arco-íris visto de um helicóptero.

O arco-íris é também utilizado em muitas histórias contemporâneas, tais como na canção Over the Rainbow e no filme musical O Mágico de Oz.
Um dos poemas de William Wordsworth…
My heart leaps up when I behold

A rainbow in the sky:

So was it when my life began;

So is it now I am a man;

So be it when I shall grow old,

Or let me die!…

(Meu coração salta quando contemplo

Um arco-íris no céu:

Foi assim quando minha vida começou;

É assim agora que homem sou;

Assim seja quando envelhecer,

Ou deixe-me morrer!…)
Entretanto, a desconstrução newtoniana do arco-íris provocou o lamento de John Keats....
Do not all charms fly

At the mere touch of cold philosophy?

There was an awful rainbow once in heaven:

We know her woof, her texture; she is given

In the dull catalogue of common things.

Philosophy will clip an Angel’s wings,

Conquer all mysteries by rule and line,

Empty the haunted air, and gnomed mine -

Unweave a rainbow

(Não some o encantamento

Ao mero toque do conhecimento?

Antes no céu havia um venerável arco.

Hoje entendemos seus fios, seu parco 

Cadastro de fatos banais.

O saber corta as asas angelicais,

Com réguas e linhas domina o mistério,

Captura duendes, esvazia o ar etéreo,

Desfia o arco-íris.)
Em contraste a estes, temos Richard Dawkins falando sobre seu livro Desvendando o Arco-Íris: Ciência, Ilusão e Encantamento …
"Meu título vem de Keats, que acreditava que Newton tinha destruído toda a poesia do arco-íris ao reduzi-lo às cores prismáticas. Keats não poderia estar mais errado, e meu desejo é guiar à conclusão oposta todos aqueles tentados a uma visão similar. Ciência é, ou deveria ser, a inspiração para os grandes poetas."

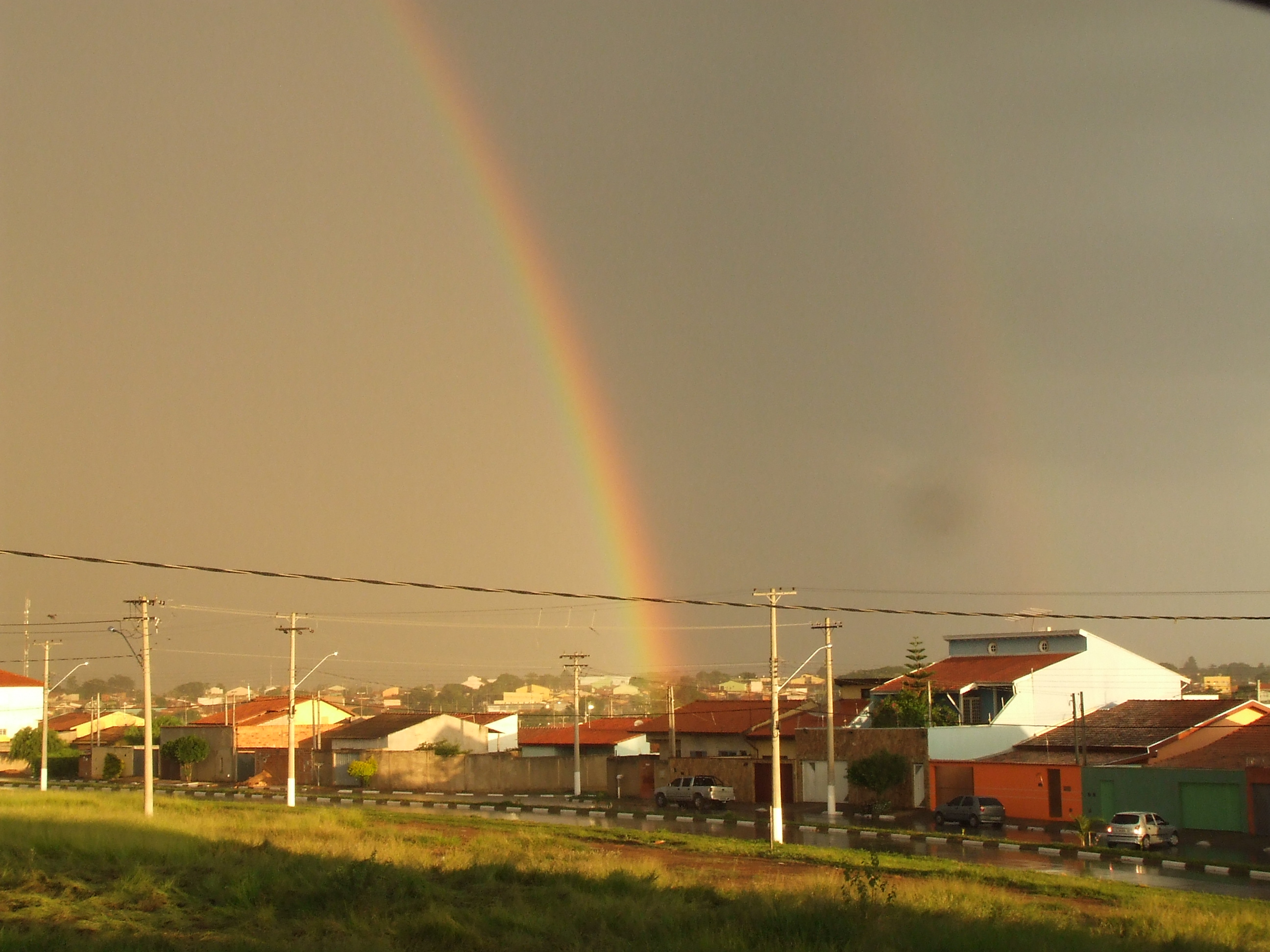
Arco-íris em Paulínia, município em São Paulo.

## Curiosidade
- A luz do sol refletida pela lua também é capaz de criar um arco-íris.[17]